# The Chieftains 5
The Chieftains 5 es el quinto álbum publicado por el grupo musical irlandés The Chieftains en 1975. 

## Listado de canciones
1. The Timpán Reel – 3:12
2. Tabhair dom do Lámh (Give me your Hand) – 2:37
3. Three Kerry Polkas – 2:54
4. Ceol Bhriotánach (Breton Music) – 5:08
5. The Chieftains' Knock on the Door – 7:16
6. The Robber's Glen – 3:51
7. An Ghé agus Grá Geal (The Goose & Bright Love) – 3:23
8. The Humours of Carolan – 8:26
9. Samhradh, Samhradh (Summertime, Summertime) – 4:07
10. Kerry Slides – 3:45